# إلييل سآرينن
إلييل سآرينن (Eliel Saarinen؛ رنتاسالمي، 20 أغسطس 1873 - بلومفيلد، 1 يوليو 1950) مهندس معماري فنلندي أصبح مشهورا بمبانيه بأسلوب الأرت نوفو في السنوات الأولى من القرن العشرين.

## روابط خارجية
- إلييل سآرينن على موقع الموسوعة البريطانية (الإنجليزية)
- إلييل سآرينن على موقع إن إن دي بي (الإنجليزية)
- إلييل سآرينن على موقع أوليمبيديا (الإنجليزية)